# Крикакасы
Крикакасы́ (чув. Криккакасси) — деревня в Чебоксарском районе Чувашской Республики. Входит в состав Вурман-Сюктерского сельского поселения.

## География
Находится в северной части Чувашии, на расстоянии приблизительно 14 км на запад-северо-запад по прямой от районного центра поселка Кугеси вблизи автомагистрали М-7.

## История
Известна с 1858 года как околоток деревни Вторая Пихтулина (ныне Микши-Энзей) с 74 жителями. В 1906 году учтено 25 дворов, 141житель, в 1926 — 37 дворов, 158 жителей, в 1939—168 жителей, в 1979—123. В 2002 году было 45 дворов, в 2010 — 39 домохозяйств. В период коллективизации был образован колхоз «Красная нива», в 2010 году действовал СХПК «Атăл».

## Население
Постоянное население составляло 136 человек (чуваши 96 %) в 2002 году, 140 в 2010.